# Frede Hansen
Frede Hansen (ur. 5 kwietnia 1897 w Borbjergu, zm. 31 lipca 1979 w Tønder) – duński gimnastyk, medalista olimpijski.
W 1920 reprezentował barwy Danii na letnich igrzyskach olimpijskich w Antwerpii, zdobywając srebrny medal w ćwiczeniach z przyrządem drużynowo.